# Franz Heinrich Alexander Bucholtz
Franz Heinrich Alexander Bucholtz (* 12. Februar 1846 in Oldenburg (Oldb); † 8. September 1905 in Berlin-Charlottenburg) war ein deutscher Jurist und Politiker.

## Leben
Als Sohn des Staatsrates und späteren Eutiner Regierungspräsidenten Carl Franz Nikolaus Bucholtz geboren, studierte Bucholtz nach dem Besuch des Gymnasiums in Oldenburg Rechtswissenschaften an den Universitäten von  Jena und Berlin. Während seines Studiums wurde er 1864 Mitglied der Burschenschaft Germania Jena.
Nach seinem Eintritt in den oldenburgischen Staatsdienst 1871 war er zunächst als Auditor beim Amt Elsfleth, sowie beim Amt Jever tätig. 1873 wurde er zum Assessor ernannt. 1876 übernahm er als Amtshauptmann die Verwaltung des Amtes Damme und wurde 1879 Vortragender Rat im Departement der Finanzen Oldenburgs und 1. Mitglied der Zolldirektion. Von 1883 bis 1890 leitete er die Bodenkreditanstalt und übernahm danach den Vorsitz in der Zolldirektion. 1892 wurde er zum Oberfinanzrat, 1899 zum Geheimen Oberfinanzrat und Oberzolldirektor ernannt. Am 8. Februar 1901 mit dem Titel Staatsrat ausgezeichnet, fungierte er ab dem 1. April 1901 zunächst als stellvertretender Bevollmächtigter beim Bundesrat in Berlin. Als Geheimer Staatsrat wurde er 1903 schließlich Bundesrats-Bevollmächtigter, ein Amt, das auch Bucholtz’ Vater zeitweise bekleidet hatte. In dieser Stellung verblieb Bucholtz bis zu seinem Tod.
Bucholtz war seit 1890 Mitglied des Literarisch-geselligen Vereins und gehörte auch dem Landesverein für Altertumskunde und Landesgeschichte an, dessen Vorsitzender er zeitweise war. Er veröffentlichte eine Reihe von Aufsätzen zur oldenburgischen Landesgeschichte und war Mitherausgeber der Bau- und Kunstdenkmäler des Herzogtums Oldenburg, in denen er die Abschnitte über die Vorgeschichte bearbeitete.

## Werke
- Aus dem Oldenburger Lande. Skizzen und Bilder. Oldenburg. 1889. Reprint Oldenburg 1980.
- Die Bau- und Kunstdenkmäler des Herzogtums Oldenburg. (Hrsg.). 5 Bde. Oldenburg. 1896–1909. Reprint Osnabrück 1976.